# Antonio Puchades
Antonio Puchades Casanova (surnommé Tonico), né le 4 juin 1925 à Sueca en Espagne et mort le 24 mai 2013 dans la même ville, est un footballeur espagnol.
Ce milieu de terrain international qui a fait l'essentiel de sa carrière au Valence CF compte 23 sélections avec l'équipe d'Espagne.

Il a notamment participé à la coupe du monde 1950 que l'Espagne a terminé à la quatrième place.

## Clubs
- CD Mestalla (1945-1946)
- Valence CF (1946-1958)

## Palmarès
- Championnat d'Espagne : 1947
- Copa del Rey : 1949, 1954

## Anecdotes
- Les clubs du FC Barcelone et du Real Madrid pour tenter de le recruter, lui offrirent chacun un chèque en blanc. Il préféra rester au Valence CF.[réf. nécessaire]